# Карл Густав II фон Малтцан
Карл Густав II фон Малтцан (на немски: Karl Gustav II. von Maltzan; * 19 август 1735; † 7 януари 1818) е благородник от стария род Молтцан/Малтцан от Мекленбург.
Той е син на Густав Адолф фон Малтцан (1698 – 1766) и съпругата му Кристиана Мария фон Грабов (1695 – 1767), дъщеря на Виктор фон Грабов († 1707) и Густава Магдалена фон Мекленбург († 1703). Внук е на Карл Густав I фон Малтцан (1663 – 1713) и София Хедвиг фон Мекленбург (1673 – 1746).
Брат е на фрайхер Август фон Малтцан (1730 – 1786), женен на 21 септември 1753 г. в Барт за Луция Хедвиг фон Олденбург (1733 – 1807). Сестра му Густава Магдалена фон Малтцан е омъжена за Дитрих Кристоф Густав фон Малтцан (1726 – 1775).

## Фамилия
Карл Густав II фон Малтцан се жени за Катарина Луиза фон Бюлов (* 21 юни 1747; † 26 юни 1800), внучка на Хартвиг фон Бюлов-Камин (1674 – 1711), дъщеря на Бернхард Йоахим фон Бюлов (1704 – 1779) и Кристина Елизабет фон Бюлов (1724 – 1800), дъщеря на Ото Хайнрих фон Бюлов (1684 – 1760) и Давидия Мария фон Дриберг (1700 – 1778). Те имат два сина:
- Август Кристоф фон Малтцан (* 13 юни 1780, Малчин; † 18 ноември 1846, Грубенхаген), фрайхер, женен I. на 30 септември 1804 г. за Йохана Елеонора Беата фон Рамин (* 21 август 1785, Вартин; † 28 август 1824, Берлин), II. ок. 1826 г. за Августа фон Гентцков (* 14 август 1794, Девитц; † 9 декември 1884, Щаргард); има общо 13 деца
- Лудвиг Дитрих Йоахим Ернст фон Малтцан (* 11 октомври 1772; † 21 декември 1829), женен за Бригита Юлиана Егенер († 11 февруари 1851); имат един син